# スタジオ・ゼロ
株式会社スタジオ・ゼロ（登記上の商号: 有限会社スタジオゼロ）は、かつて存在したアニメーション・漫画の制作会社。
正式な社名には「・」は入らない。また、有限会社であるものの社屋には「株式会社」と掲げられていた。

## 会社概要
鈴木伸一、石森章太郎、つのだじろう、角田喜代一（つのだじろうの兄、電通勤務）、藤子不二雄（安孫子素雄、藤本弘）と一人の社員により設立、のちに赤塚不二夫も参加。
「トキワ荘時代よもう一度」という触れ込みで、手塚治虫が設立したアニメ会社の虫プロダクションの様なアニメを作る会社を、すでにアニメ制作にたずさわっていた鈴木伸一を中心として1963年（昭和38年）5月8日に設立された。当初の社屋は、東京・中野の旧ボクシングジム（八百屋の2階建ての倉庫という資料もある）を借りていた。改良して使ってはいたものの、外側はつぎはぎのトタン張りで、真夏の室内はオーブンで熱したような暑さになるなど、余りにも傷みの酷い建物だったため、「スタジオ・ボロ」と仲間内から揶揄されていたという。その後、1965年（昭和40年）に新宿区淀橋（十二社、現・西新宿）の市川ビル内に移転している。同ビルにはスタジオ・ゼロだけでなく藤子不二雄（藤子スタジオ）、赤塚不二夫（フジオ・プロ）、つのだじろう（つのだじろうプロ。現 秦企画）のそれぞれのプロダクションも入居していた。
当初は役員5名、社員1名という体制で、任期2年の社長の順番はあみだくじで決定した。初代社長の鈴木から第2代社長のつのだじろうを経て、第3代の藤本のときに最盛期を迎え、第4代社長石森のときに活動縮小した。
やがて漫画家たちが雑誌部の立ち上げで多忙になるにつれて鈴木以外はアニメには関われなくなり、アニメ専業の社員を増やしていく。その最盛期には100人近くの社員が在籍していた。また、社内が手狭になったため、大家の了承を得てビルの屋上にプレハブ小屋を建て、試写室や美術スタッフの作業スペースを設けた。
しかし、『佐武と市捕物控』の終了後、スポンサーの撤退等の影響によりスタジオ・ゼロへの発注が途絶えてしまう。鈴木らの伝手で単発の案件を受注して糊口をしのぐも、大量採用した社員を雇用し続けられるほどの収入は得られなかった。経営の見通しが立たなくなったスタジオ・ゼロは倒産と社員の失業を防ぐため、転職先の斡旋や機材の売却など事業整理に取り掛かった。その際にされた清算は奇しくも0円だったという。こうした努力により、スタジオ・ゼロは倒産を免れたが、設立メンバーも各々自前のプロダクションに拠点を移し、会社としては大幅に弱体化した。尚、鈴木はこの時点で「事実上のスタジオ・ゼロ解散」としている。
1971年（昭和46年）以降は鈴木が個人事務所として実質的に経営を引き継ぎ、わずかに残ったスタッフと共に版権管理やCM及びタイトルバック制作など細々と事業を継続していった。そのスタッフも順次離れ、やがて鈴木ひとりが残るのみとなった。『星の子チョビン』『パーマン バードマンがやって来た!!』は、名目上スタジオ・ゼロが制作元請となっているが、制作現場は外注され、ほぼプロデュースやプリプロ業務に徹していた。
市川ビルに最後まで残っていたスタジオ・ゼロも、1989年に退出して藤子スタジオ新事務所付近（同区西新宿4-17-7）に移転した。ただし、2003年9月にビルが解体されるまで、「スタジオ・ゼロ」の文字は残されたままになっていた。
2014年（平成26年）に清算され、法人格が消滅した。フィルムや資料は杉並アニメーションミュージアムに、一部残っていた版権管理は藤子・F・不二雄プロにそれぞれ移管された。

## アニメ制作

### テレビアニメ
- 鉄腕アトム（第1作第34話「ミドロが沼の巻」）
- おそ松くん（第1作）：チルドレンズ・コーナーと交替で制作
- パーマン（第1作）：東京ムービーと交代で制作
- 怪物くん（第1作）：東京ムービーと交替で制作
- ウメ星デンカ：東京ムービーと交替で制作
- 佐武と市捕物控：東映動画・虫プロダクションと交替で制作
- おたのしみアニメ劇場（バラエティ番組『祭りだ!ワッショイ!』のワンコーナー）
- となりのたまげ太くん：東北新社からの請負
- 星の子チョビン：渡辺企画からの請負

### その他の作品
- オバケのQ太郎 - パイロットフィルム
- 怪物くん - パイロットフィルム
- 忍者ハットリくん#実写版 - タイトル画（実際は藤子不二雄の安孫子素雄が手掛けている）
- 忍者ハットリくん+忍者怪獣ジッポウ - オープニングアニメーション
- レインボー戦隊ロビン - 原作・キャラクター原案。後に鈴木が作画監督として参加
- タンクタンクロー - パイロットフィルム[4]

### 制作協力・規模縮小以降作品
- ムーミン（第1作・1969年版。瑞鷹エンタープライズ・東京ムービー→虫プロダクション）…作画協力
- ドラえもん（第1作・日本テレビ動画）…編集
- パーマン（第2作・シンエイ動画）…制作協力

『オバケのQ太郎』ではパイロット版のみを制作しただけで、実際の現場では「能力不足」とされて関われなかったが、『パーマン』以降は何とか仕事を半分取ることが出来たという。そして他の会社と交替で制作というスタイルが多くなっていった。『おそ松くん』は東映動画退社組が立ち上げたアニメ会社チルドレンズ・コーナーと交替で制作、『パーマン』、『怪物くん』、『ウメ星デンカ』は東京ムービー（Aプロダクション）と交替で制作、『佐武と市捕物控』は虫プロダクション、東映動画と3社交替で制作。交替で制作する事によって互いの腕を競い合い、作品の質を向上させるというメリットがあったという。
また、東宝製作の怪獣映画の名場面を編集する企画の番組を制作するという話があった模様。
初期ゼロ解散後の作品には、『忍者ハットリくん』などの各シンエイ動画作品の監修（鈴木伸一名義）、劇場短編『パーマン バードマンがやって来た!!』の実制作にも参加。その他、テレビCMのアニメにも係わっていた。

### 鉄腕アトム「ミドロが沼の巻」
依頼と製作
「ミドロが沼の巻」は、「多忙な虫プロダクションの社員の為に、夏休みを取ろう」とした手塚治虫が、立ち上げ間もないスタジオ・ゼロにグロス請けしたという作品である。しかし、鈴木以外のメンバーは絵心があるとはいえアニメ制作はまったくの素人であり、おまけに本業の合間に作画に就いていた。その為か、シーンごとにそれぞれの絵のタッチが著しく際立ってしまった。鈴木伸一は、この回の初号試写の際に手塚が渋い顔をしていた、と語る。
修正と紛失
その結果、アトムのアップ場面など、虫プロダクションで幾つかのシーンのリテイクをする羽目になり、夏休みは返上となってしまう。それ以後、虫プロダクションはゼロに発注する事は無かったという。
又、この回は放送後に紛失し、長らく幻の回となっていた。一説には、「そのあまりの出来の悪さのため、手塚治虫が処分した」とも言われていた。実際には他の外注プロ製作フィルムも含め保存されていなかった。
発見
その後、アメリカ合衆国に輸出された「アトム」のフィルムの中に「ミドロが沼」が残っていることが判明した。発見された映像は英語に吹き替えられており、日本語字幕を付けたものが2002年4月3日、NHK BS2の番組「永遠のヒーロー“鉄腕アトム”（3）－初公開！幻のアニメ“ミドロが沼”－」内で放送された。さらに虫プロの倉庫から当時の原画と音声テープも発見されたため、輸出版の映像と日本語版の音声テープを組み合わせて、DVDボックスの特典映像として収録された（輸出向けの映像は、日本で放送されたものとは一部の絵が差し替えられているという）。
発見後のオンエア
『大胆MAP』（テレビ朝日系、2009年1月25日放送） - 「人気アニメの衝撃シーンお宝映像グランプリ」内で放送され、同番組のグランプリ作品となった。
『直前で消えた最終候補!まさかのBパターン研究所』（TBS系、司会：ロンドンブーツ1号2号、2009年7月27日放送）
『スッキリ!!』（2009年8月7日放送）
『アニマックス開局15周年特別番組「TVアニメ50年の金字塔」第1週「すべてはゼロから始まる～スタジオ・ゼロ～」』（アニマックス、司会：船越英一郎・平山あや、2013年7月7日放送）
「発見」の前半までは、石ノ森章太郎の萬画『時ヲすべる』第1巻でも言及されている。なお、作中では「スタジオ・ボロ」、「スタジオ・ドロ（雨で足元がドロドロだったので）」というセリフも登場している。

## 雑誌部
アニメではなかなか儲からないため雑誌部を設立し漫画を制作した。藤子不二雄がアイデアを考え、石森らその他のメンバーが作画を手伝い収益をスタジオ・ゼロへ入れるということで制作されたのが漫画『オバケのQ太郎』『サンスケ（のちにわかとのに改題）』である。漫画『レインボー戦隊』は石森が中心となって執筆し、安孫子らその他のメンバーが作画を分担した。

### スタジオボロ物語
藤子不二雄の藤本弘による自伝的短編漫画。「別冊少年ジャンプ」1973年9月号に掲載された。作中の藤子両人の顔立ちは、『まんが道』の満賀道雄（安孫子）と才野茂（藤本）に酷似している。近年の出版物としては、2011年5月25日に発売された「藤子・F・不二雄大全集」の『オバケのQ太郎』第11巻に収録されている。
ストーリー
1964年1月の、スタジオ・ゼロ設立間もない当時の物語。設立メンバーはそれぞれ漫画の連載を抱え多忙な生活を送っており、ゼロのアニメ事業は一向に上向きにならず赤字続きだった。そこで安孫子と藤本が、その赤字を補填する打開策として、小学館から来た新連載の依頼をきっかけに、雑誌部の設立を提案する。藤子両人がアイデアを練り、他のメンバーにも絵を手伝ってもらう事となった。こうして効率化が出来、会社の収入とすることが出来るというものだった。
「オバケの出て来る漫画」というテーマは既に出版社から出ていたものだった。そして「正太」、「伸一」という名前は浮かんだが（それぞれ石森章太郎、鈴木伸一からの発想）、オバケと正太の出会いをどうするかが決まらないまま、藤子両人は会社へと辿り着いてしまう。
うろたえる2人の前に、忍者ごっこをしている子供達が飛び出して来た。ここで大まかなストーリーが決まった。これなら空を飛び、姿を消すオバケの能力を生かすことが出来る。こうしてアイデアが次々と浮かび上がり、何とか出来たのが『オバケのQ太郎』だった。
なお、「スタジオボロ」という名前は、本作以前に『オバケのQ太郎』にて「小池さんが勤める動画スタジオ」として登場している。